# Мержаніан Артемій Арутюнович
Артемій Арутюнович Мержаніа́н (нар. 29 квітня 1915, Одеса — 1996) — радянський вчений в галузі технології і хімії виноградних вин. Доктор технічних наук з 1962 року, професор з 1963 року.

## Біографія
Народився 16 (29) квітня 1915 року в Одесі. Його батько, Арутюн Мержаніан, був в той час ботаніком-виноградарем Одеської виноробної станції. Початкову «спеціальну» виноградо-виноробну освіту отримав від свого батька. З 1922 року його родина проживала на Кубані, а в 1922—1938 роках в Анапі, на Анапській дослідній станції виноградарства і виноробства.
1939 року закінчив Краснодарський інститут виноробства і виноградарства. У 1939—1942 роках на викладацькій роботі в тому ж інституті, став аспірантом кафедри технології виноробства. У 1941 році захистив кандидатську дисертацію. У 1943—1975 роках в Краснодарському інституті харчової промисловості. В 1945 році стає доцентом кафедри виноробства.
В1975—1981 роках завідувач кафедри технології виноробства Краснодарського політехнічного інституту, з 1982 року професор-консультант тієї ж кафедри.
Очолював редколегію журналу «Известия вузов — Пищевая технология».
Помер у 1996 році.

## Наукова діяльність
Основні наукові праці присвячені технології і фізико-хімії шампанських вин, науковому обґрунтуванню процесу шампанізації вина, характеристиці типових властивостей ігристих вин, вдосконалення способів їх виробництва. Автор понад 200 наукових праць, власник 23 авторських свідоцтв на винаходи. Серед праць:
- Физические процессы виноделия. — Москва, 1976 (у співавторстві);
- Производство Советского шампанского непрерывным способом. — Москва, 1977 (у співавторстві);
- Физико-химия игристых вин. — Москва, 1979;
- Технология вина. — Москва, 1984 (у співавторстві).

Творець фізико-хімічного напрямку школи радянських шампаністів А. М. Фролова-Багрєєва і Г. Г. Агабальянца.

## Відзнаки
- Ленінська премія (1961; за участь в розробці та впровадженні в промисловість методу безперервної шампанізації);
- Заслужений діяч науки і техніки РРФСР;
- орден Трудового Червоного Прапора;
- медалі «За доблесну працю у Великій Вітчизняній війні 1941—1945 років», «За оборону Кавказу», «Ветеран праці»;
- нагрудний знак «Винахідник СРСР»;
- Золота медаль ВДНГ[1].